# يوم الجمعة الثالث عشر الجزء الثاني
يوم الجمعة الثالث عشر الجزء الثاني (بالإنجليزية: Friday the 13th Part 2)‏ هو فيلم رعب تم إنتاجه في الولايات المتحدة وصدر في سنة 1981.

## الميزانية والإيرادات
بلغت تكلفة إنتاج الفيلم حوالي 1.25 مليون دولار بينما حقق إيرادات تقدر بـ 21.7 مليون دولار.

## وصلات خارجية
- يوم الجمعة الثالث عشر الجزء الثاني على موقع IMDb (الإنجليزية)
- يوم الجمعة الثالث عشر الجزء الثاني على موقع ميتاكريتيك (الإنجليزية)
- يوم الجمعة الثالث عشر الجزء الثاني على موقع روتن توميتوز (الإنجليزية)
- يوم الجمعة الثالث عشر الجزء الثاني على موقع نتفليكس (الإنجليزية)
- يوم الجمعة الثالث عشر الجزء الثاني على موقع ألو سيني (الفرنسية)
- يوم الجمعة الثالث عشر الجزء الثاني على موقع Turner Classic Movies (الإنجليزية)
- يوم الجمعة الثالث عشر الجزء الثاني على موقع أول موفي (الإنجليزية)
- يوم الجمعة الثالث عشر الجزء الثاني على موقع بوكس أوفيس موجو (الإنجليزية)
- يوم الجمعة الثالث عشر الجزء الثاني على موقع فيلمافينيتي (الإسبانية)
- يوم الجمعة الثالث عشر الجزء الثاني على موقع قاعدة بيانات الأفلام السويدية (السويدية)